# Jacques de Levin
Jacques de Levin (soms: Lievin), heer van Longsart, Guisencourt en Hondville was een Henegouws edelman. Hij was gouverneur van de citadel van Kamerijk. 

## afstamming en familie
Hij was een zoon van Henri de Lievin, heer van Longsart, Guisencourt en Hondville, en Marie de Gonnelieu. Jacques was gehuwd met Philipote de Lamelin, vrouw van Famars, een dochter van Nicolas de Lamelin, heer van Famars en Catherina de Landas.